# Kuehneosaurus
Il kuehneosauro (Kuehneosaurus Robinson, 1962) è un piccolo rettile fossile vissuto nel Triassico superiore, i cui resti sono stati rinvenuti in Inghilterra.

## Descrizione
L'aspetto di questo animale doveva richiamare moltissimo quello dell'attuale drago volante dell'Indonesia: le costole, infatti, erano modificate in strutture allungatissime che si estendevano al di fuori del corpo dell'animale. Con tutta probabilità queste strutture servivano a reggere una membrana che consentiva all'animale di compiere brevi voli planati, in un modo analogo a quello del drago volante. La specializzazione di questo rettile era ancora più accentuata che nella forma attuale, dato l'estremo allungamento delle coste. In Nordamerica, nello stesso periodo, esistevano animali simili (Icarosaurus), mentre già nel Permiano superiore, molti milioni di anni prima, un altro gruppo di rettili (Weigeltisauridae) era in grado di planare mediante lo stesso tipo di strutture.

## Nella cultura di massa
Uno dei protagonisti de I Saurini e i viaggi del meteorite nero, Nunzy, è un kuehneosauro.